# RBY Mk 1
O RBY Mk 1 é um veículo de reconhecimento blindado leve produzido pela Divisão RAMTA da Israel Aircraft Industries . RBY é uma sigla anglicizada para "Rechev Ben-Yaacov". "Rechev" é hebraico para "veículo" e "Ben-Yaacov" é o sobrenome do criador do veículo, Yitzchak Ben-Yaacov (1919-2011).
Em Israel, o veículo é conhecido como "Rabi", uma pronúncia da sigla. Foi substituído no serviço israelense pela família de veículos RAMTA RAM 2000, embora continue a ser usado e atualizado por usuários estrangeiros.
O RBY Mk 1 não é mais comercializado para novos clientes. Era conhecido por ser vendido por US$ 60.000.

## História
A RAMTA criou o RBY MK 1 para vendê-lo a países com orçamento apertado que queriam veículos na década de 1970. Em 1979, a RAMTA mudou a produção do RBY MK 1 para os veículos RAM.

## Projeto
O RBY Mk 1 tem uma variedade de aplicações potenciais em mente, incluindo reconhecimento, operações de comandos, segurança interna e patrulhas de longo alcance.
Um esforço considerável do projeto foi feito para tornar o veículo resistente a minas: as rodas e os eixos foram colocados o mais para frente e para trás possível para maximizar a distância de qualquer detonação da tripulação e dos passageiros; os para-choques foram feitos de fibra de vidro para que se desintegrassem em uma explosão e minimizassem os detritos perigosos; a blindagem mais espessa foi incorporada ao piso, e o piso e o casco foram moldados para canalizar as explosões para longe do veículo. Além das versões guatemaltecas modificadas, o RBY Mk 1 não tinha portas (a tripulação entrava pelo compartimento de passageiros aberto) para garantir que o casco não tivesse pontos fracos.
O peso do veículo foi mantido leve o suficiente para torná-lo transportável por helicópteros de grande porte, como o Sikorsky CH-53 Sea Stallion. Embora o RBY Mk 1 não apresentasse armamento integral, foram feitas provisões para até cinco metralhadoras, colocando suportes de pino em vários pontos ao redor do veículo. Os assentos para passageiros eram compostos por duas fileiras consecutivas de três assentos voltados para fora. Isso permitiu que os passageiros mantivessem um campo de visão de 360º e operassem qualquer metralhadora montada.

### Atualizações guatemaltecas
Em meados da década de 1990, o Exército da Guatemala começou a testar um RBY MK 1 atualizado e modificado. O novo RBY MK 1 apresentava um novo motor diesel mais potente, um teto de kevlar para o que antes era o compartimento de carga/passageiros aberto e portas de acesso em ambos os lados do veículo para o compartimento traseiro agora fechado. O teto incorporou um suporte de anel para uma metralhadora.

## Variantes

### Versão de canhão sem recuo
Uma versão modificada do RBY Mk 1 foi produzida, apresentando um canhão sem recuo de 106mm e 16 cartuchos de munição e posições para a tripulação no lugar dos assentos normais para passageiros.

### Versão antitanque
O RBY Mk 1 com lançador de mísseis TOW e duas metralhadoras de 7,62mm.

### Versão antiaérea
Armado com dois canhões antiaéreos leves de 20mm e 360 cartuchos de munição.

### Versão VBTP
Veículo de transporte com três metralhadoras de 7,62mm nas torres.

### Versão de morteiro
Veículo com compartimento para morteiro.

## Operadores

### Atuais usuários
- Camarões: Armado com canhão antiaéreo TCM-20[8]
- Guatemala: 10[9]
- Honduras: 8 RBY Mk 1 Recce e 8 RBY Mk 1 AT.[7] O Exército Hondurenho os utilizou em 29 de abril de 1983, depois que rebeldes salvadorenhos da Frente Farabundo Martí de Libertação Nacional (FMLN) cruzaram a fronteira.[6]
- Lesoto: 10[9]
- Venezuela: 10, armados com canhões AA TCM-20 e repotenciados localmente.[6][9]

### Ex-usuários
- Israel[3]
- Suécia
- Exército do Sul do Líbano